# Arthroleptis bioko
Arthroleptis bioko é uma espécie de anfíbio anuro da família Arthroleptidae. Está presente na Guiné Equatorial. A UICN classificou-a como em perigo de extinção.